# Descurainia altoandina
Descurainia altoandina là một loài thực vật có hoa trong họ Cải. Loài này được Romanczuk mô tả khoa học đầu tiên năm 1984.